# Aeolis Mons

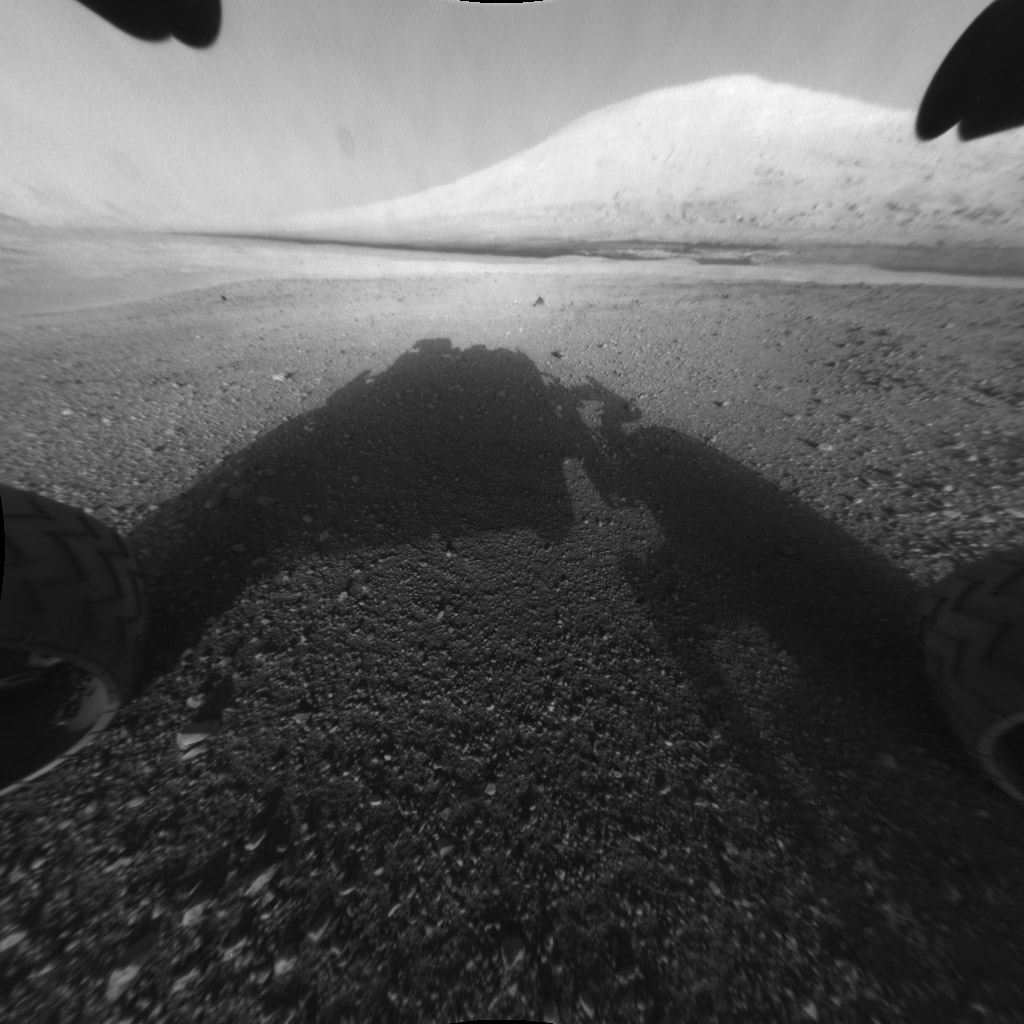
Aeolis Mons fotografiat de Curiosity

Aeolis Mons, anterior Muntele Sharp este un munte situat în centrul craterului Gale, pe planeta Marte. Pe 6 august 2012 vehiculul spațial Curiosity a aterizat pe Aeolis și a început cercetarea craterului Gale. Aeolis Mons are următoarele coordonate 5.4°S, 137,8°E.
În martie 2012, NASA a propus numele Mount Sharp pentru un vârf central anonim din craterul Gale în onoarea geologului Robert P. Sharp. În mai (2012), Uniunea Astronomică Internațională a numit vârful oficial "Aeolis", iar în onoarea lui Robert P. Sharp a fost numit un alt crater mare (150 km în diametru), situat la aproximativ 260 km vest de craterul Gale.

## Formare
Probabil, muntele este o movilă mare de straturi sedimentare de eroziune, situate pe vârful central al craterului. Acesta se ridică la o înălțime de 5,5 km deasupra zonei nordice a craterului și 4,5 km deasupra cele sudice. Depozitele au o vechime de aprox. 2 miliarde de ani, și probabil, cândva vor umple craterul. Unele dintre straturile sedimentare inferioare, probabil sau format inițial la fundul unui lac, în timp ce cele superioare se consideră că ar fi rezultatul unor procese eoliene. Această problemă este discutată, iar originea straturile inferioare rămâne totuși neclară.